# 브리하디스와라 사원

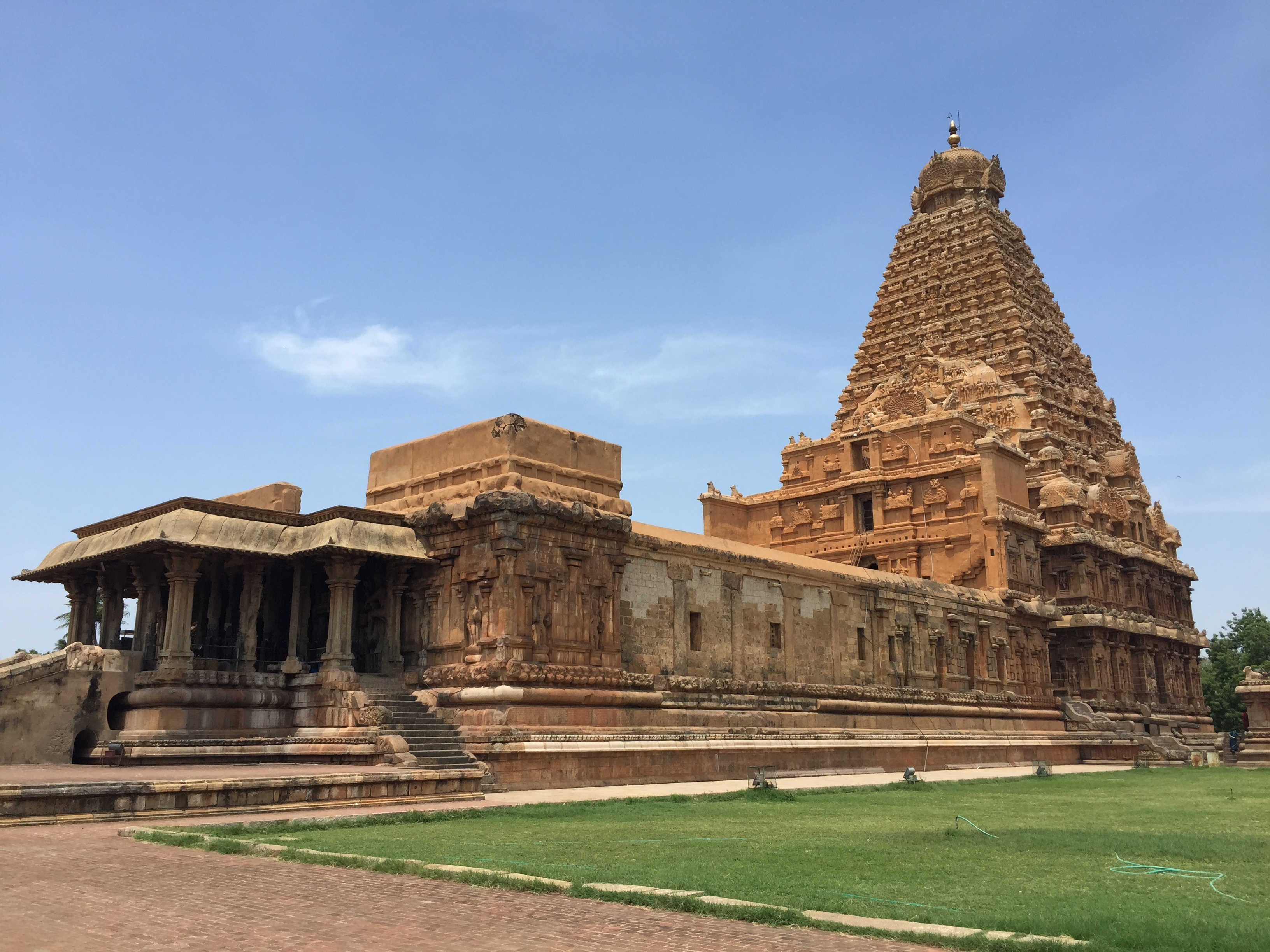
브리하디스와라 사원

브리하디스와라 사원(타밀어: பெருவுடையார் கோயில்)은 인도 타밀나두 주 탄자부르에 위치한 힌두교 사원이다. 브리하디스와라 사원은 인도에서 가장 큰 사원 중 하나이며, 촐라 제국에 의해 세워진 대표적인 드라비다 건축 양식 사원이다. 라자라자 1세를 위해 지어진 것으로, 서기 1010년에 완성되었다. 유네스코 세계유산에 에라바테스와라 사원과 함께 대 촐라 사원의 일부로 등록되어 있다.

## 같이 보기
- 대 촐라 사원